# Hans Sydow
Hans Sydow   (Berlín, 29 de gener de 1879 - Berlín, 6 de juny de 1946) va ser un micòleg alemany, fill de Paul Sydow (1851-1925).

## Biografia
Carrera
Hans Sydow va treballar al Dresdner Bank a Berlín entre el 1904 i el 1937 i es va convertir en director de divisió el 1922. Abans, durant i després d'aquest temps també va seguir una carrera com a micòleg. Juntament amb el seu pare, va ser coautor de nombrosos treballs abans de la mort del seu pare el 1925, la majoria dels quals eren quatre volums de monografies sobre els Uredinals (ara anomenats Pucciniales), Monographia Uredinearum seu specierum omnium ad hunc usque diem descriptio et adumbratio systematica (Monografia en els Uredinales, descripció d'espècies conegudes i esquema de la sistemàtica). El primer volum va cobrir el gènere Puccinia i el segon el gènere Uromyces. El tercer volum va descriure la sistemàtica i la taxonomia utilitzades per classificar la família i va proporcionar una clau, així com descripcions addicionals d'altres gèneres incloses Gymnosporangium i Phragmidium. El volum final publicat va cobrir els gèneres relacionats; Peridermium, Aecidium, Monosporidium, Roestelia, Caeoma, Uredo i Mapea.
Els seus manuscrits i la seva extensa col·lecció van ser cremats a Berlín el 1943.
Hans Sydow va ser redactor fundador de la revista Annales Mycoligici, establerta el 1903, i va romandre com a redactor en cap de la revista fins a la seva mort el 1946.

## Honors
Després de la mort de Sydow, Annales Mycoligici va ser retitulat amb el prefix Sydowia en el seu honor. En el següent número, Franz Petrak, que havia publicat articles amb Sydow des de principis dels anys vint del segle xx, va succeir a Sydow com a redactor en cap i va publicar un obituari en el volum posterior.
Una subespècie de Bryum capillare va rebre el sufix "sydowii" pel botànic txec, Josef Podpěra.

## Publicacions seleccionades
- Sydow, H «Mycotheca Germanica Fasc. VII: 301-350». Ann. Mycologici, 3, 1905, pàg. 231–234.
- Diedicke, H; Sydow, H «Über Paepalopsis deformans Syd.» (en alemany). Ann. Mycologici, 6, 1908, pàg. 301–305.
- Sydow, H «Mycotheca Germanica Fasc. XX – XXI: 951-1050». Ann. Mycologici, 9, 5, 1911, pàg. 554–565.
- Sydow, H «Mycotheca Germanica. Fasc. XXIV: 1151-1200.». Ann. Mycologici, 11, 1913, pàg. 364–366.
- Sydow, H «Fungi orientalis Caucasici novi». Вестник Тифлисского Ботанического Сада, 26, 1913, pàg. 5–6.
- Sydow, H «Beiträge zur Kenntnis der Pilzflora des südlichen Ostindiens – II» (en alemany). Ann. Mycologici, 12, 5, 1914, pàg. 484–490.
- Sydow, H. Mycotheca Germanica Fasc. XXV-XXVI: 1201-1300. Ann. Mycologici. 12, 1914, p. 535–538.
- Theissen, F; Sydow, H «Die Dothideales» (en alemany). Ann. Mycologici, 13, 3, 1915, pàg. 149–746.
- Bubák, F; Sydow, H «Einige neue Pilze» (en alemany). Ann. Mycologici, 13, 1915, pàg. 7–12.
- Sydow, H «Mycotheca Germanica Fasc. XXIX-XXXVI: 1401-1800». Ann. Mycologici, 19, 1921, pàg. 132–144.
- Sydow, H «Die Verwertung der Verwandtschaftverhaltnisse und des gegenwartigen Entwicklungsganges zur Umgrenzung der Gattungen bei den Uredineen» (en alemany). Ann. Mycologici, 19, 1921, pàg. 161–175.
- Sydow, H «Novae fungorum species – XVII». Ann. Mycologici, 19, 1921, pàg. 304–309.
- Sydow, H «Über einige weitere im südlichen China (Kwangtung-Provinz) gesammelte Pilze» (en alemany). Ann. Mycologici, 20, 1922, pàg. 61–65.
- Petrak, F; Sydow, H «Kritisch-systematische Originaluntersuchungen über Pyrenomyzeten, Sphaeropsideen und Melanconieen» (en alemany). Ann. Mycologici, 21, 5-6, 1923, pàg. 349–384.
- Petrak, F; Sydow, H «Kritisch-systematische Origenaluntersuchungen über Pyrenomyzeten, Sphaeropsideen und Melanconieen» (en alemany). Ann. Mycologici, 22, 1-2, 1924, pàg. 318–386.
- Petrak, F; Sydow, H «Kritisch-systematisch Originaluntersuchungen über Pyrenomyzeten, Sphaeropsideen und Melanconieen» (en alemany). Ann. Mycologici, 23, 1925, pàg. 209–294.
- Petrak, F; Sydow, H «Die Gattungen der Pyrenomyzeten, Sphaeropsideen und Melanconieen. I. Der phaeosporen Sphaeropsideen und die Gattung Macrophoma» (en alemany). Feddes Repertorium Spec. Nov. Regni Vegetabilum Beihefte, 42, 1, 1926, pàg. 1–551.
- Doidge, Ethel Mary Doidge; Sydow, H «The South African species of the Meliolineae». Bothalia, 2, 2, 1928, pàg. 424–472.
- Petrak, F; Sydow, H «Kritisch-systematisch Originaluntersuchungen über Pyrenomyzeten, Sphaeropsideen und Melanconieen. IV» (en alemany). Ann. Mycologici, 27, 1929, pàg. 87–115.
- Petrak, F; Sydow, H «Kritisch-systematisch Originaluntersuchungen über Pyrenomyzeten, Sphaeropsideen und Melanconieen. V» (en alemany). Ann. Mycologici, 32, 1934, pàg. 1–35.
- Petrak, F; Sydow, H «Kritisch-systematische Originaluntersuchungen über Pyrenomyzeten, Sphaeropsideen und Melanconieen. VII» (en alemany). Ann. Mycologici, 34, 1-2, 1936, pàg. 11–52.
- Petrak, F; Sydow, H «Ein kleiner Beitrag zur Kenntnis der Pilzflora Japans» (en alemany). Ann. Mycologici, 34, 3, 1936, pàg. 237–251.
- Petrak, F; Sydow, H «Über die Gattung Amerosporium Speg. und ihre nächsten Verwandten» (en alemany). Physis Buenos Aires, 15, 1939, pàg. 79–86.

### Llibres
- Sydow, Paul; Sydow, Hans. The genus Puccinia. 1.  Liepzig: Borntraeger, 1904, p. 1–972.
- Sydow, Paul; Sydow, Hans. The genus Uromyces. 2.  Liepzig: Borntraeger, 1910, p. 1–396.
- Sydow, Paul; Sydow, Hans. Fasciculus I.:Puccineaceae. 3.  Liepzig: Borntraeger, 1915, p. 1–728.
- Sydow, Paul; Sydow, Hans. Uredineae Imperfecti (Peridermium, Aecidium, Monosporidium, Roestelia, Caeoma, Uredo, Mapea). 4.  Liepzig: Borntraeger, 1924, p. 1–670.